# 일리야 수츠케버
일리야 수츠케버(Ilya Sutskever, 1986년 12월 8일 ~ )는 러시아 니즈니노브고로드 태생의 캐나다 컴퓨터 과학자이다. 유대인이기 때문에 구 소련 붕괴 후 이스라엘에서 대학을 다니다가, 캐나다로 이민가서 편입해서 학업을 마쳤고 OpenAI를 창립하였다. 토론토 대학교에서 제프리 힌턴의 지도로 박사 학위를 받아, AlexNet 개발에 참여했다.
2023년 11월 샘 올트먼이 해고되고 임시 CEO를 맡기도 했다.